# Čekiškė
Čekiškė est une petite ville de l'apskritis de Kaunas, dans le centre de la Lituanie.

## Description
La ville de Čekiškė est située à environ 40 kilomètres (25 mi) au nord-ouest de la municipalité de la ville de Kaunas. En 2011, elle comptait 682 habitants. La place principale de la ville s'est formée à l'endroit où trois routes convergeaient. Cela a conduit à un plan radial pour la ville, qui est désormais protégée en tant que monument de l'architecture urbaine.

## Historique
La ville de Čekiškė  a connu de nombreux incendies dont deux se sont produits en 1783 ne laissant que la synagogue de l'époque, quatre brasseries et quelques maisons. Le 22 juillet 1887, l'incendie de Čekiškė détruit la majorité des infrastructures et il ne reste alors que 3 bâtiments. La majorité de la population à l'époque est composée de familles juives. Après un incendie, la synagogue de Čekiškė a été reconstruite et est restée inchangée jusqu'à aujourd'hui, même si elle n'est plus utilisée.
Les plus anciennes données concernant la communauté juive de cette ville remontent à 1687. En 1765, Čekiškė  disposait déjà d'une synagogue. Durant l'entre-deux-guerres, une école primaire où était enseigné le yiddish était présente dans la ville. Jusqu'en 1941, la communauté juive représente 77 % des habitants de la ville. Cette année-là, la communauté juive a été victime des exactions des troupes allemandes. 

## Patrimoine
- Synagogue de Čekiškė inscrite au registre des valeurs culturelles de Lituanie.
- cimetière juif : la commune de Čekiškė abrite l'un des six anciens cimetières juifs du district de Kaunas[7].